# 重力回溯及內部結構實驗室

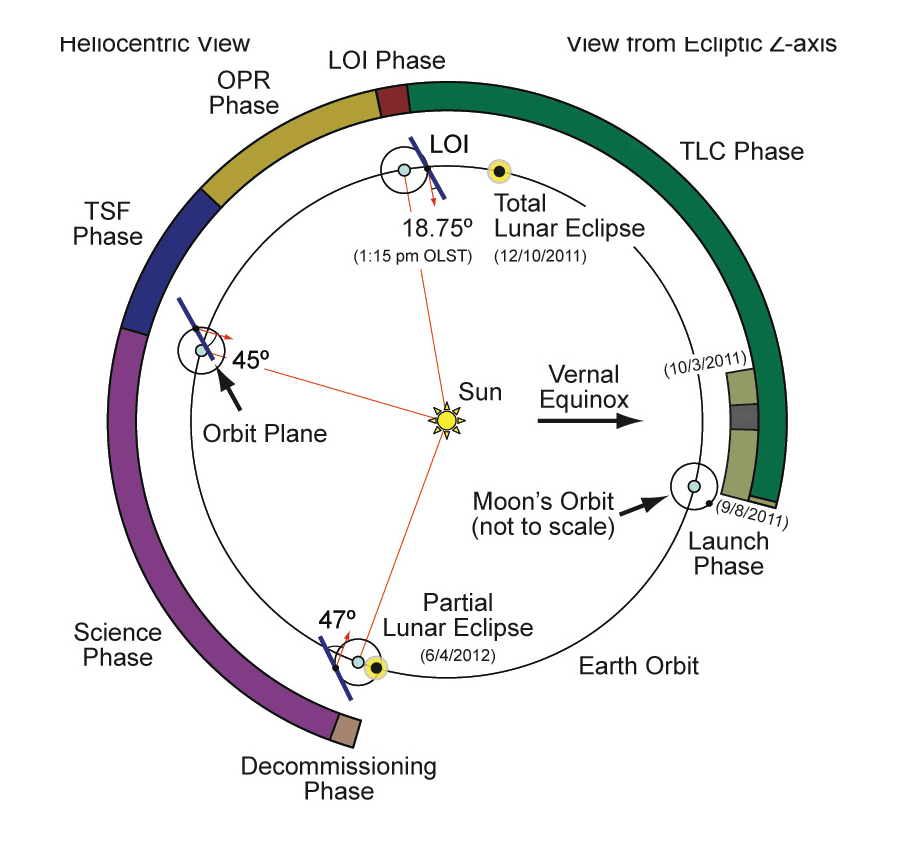
GRAIL 任務概述。

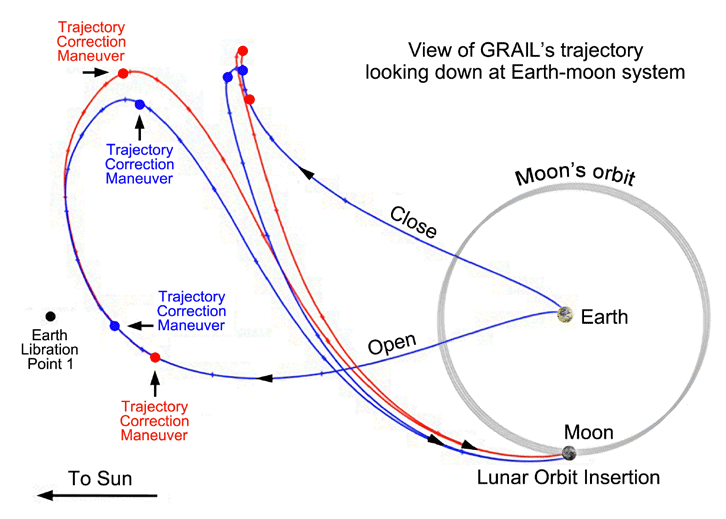
GRAIL 軌道。

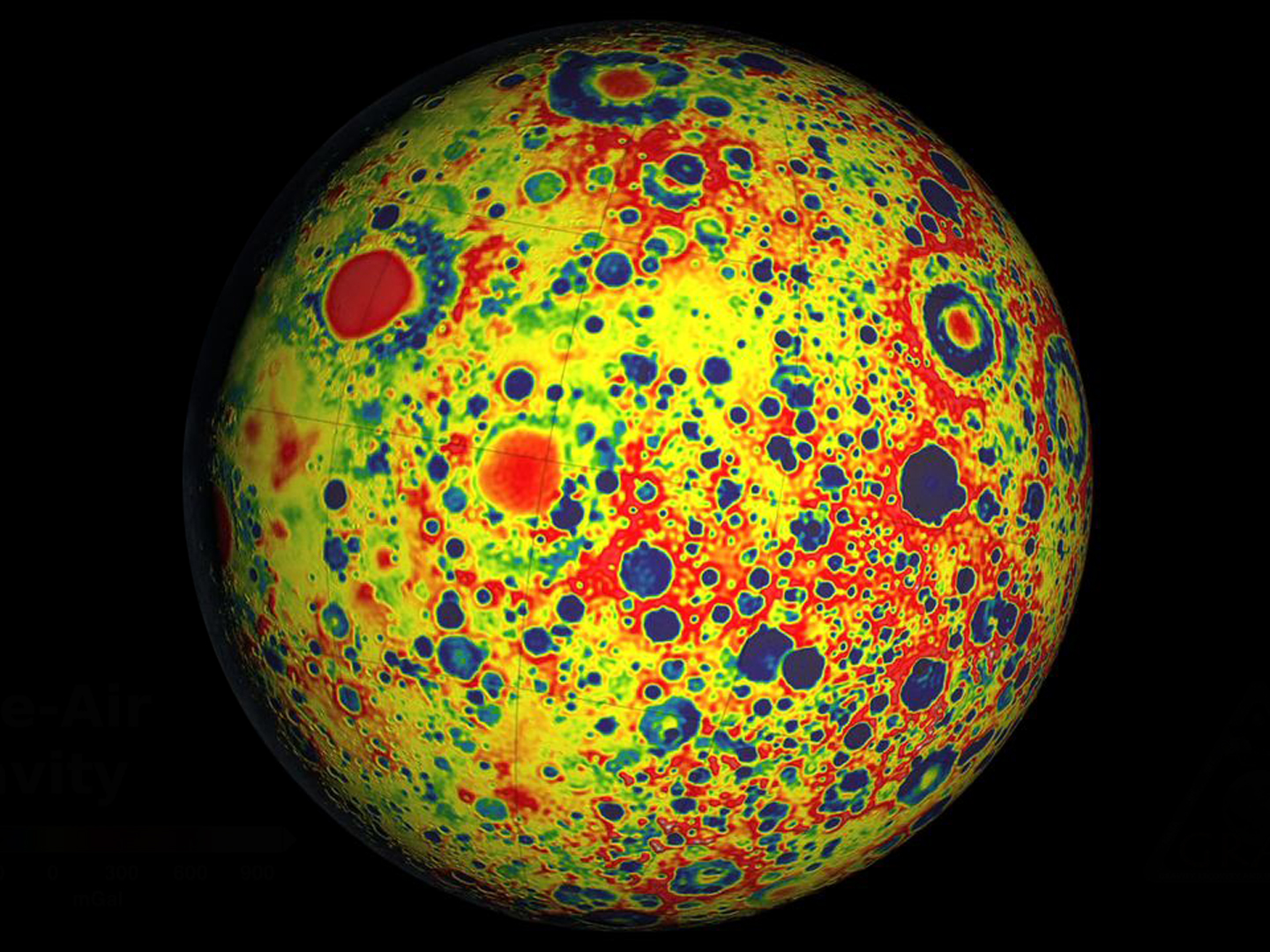
根據 GRAIL 探測資料繪製的月球表面重力場圖。

重力回溯及內部結構實驗室（Gravity Recovery and Interior Laboratory, GRAIL，或翻譯為重力重建與內部結構實驗室，也有依照縮寫翻譯為聖杯號）是美國NASA的發現任務中的月球探測任務；該任務將精確探測並繪製月球的重力場圖以判斷月球內部構造。該任務使用兩個小型探測器 GRAIL A（Ebb，退潮）和 GRAIL B（Flow，漲潮），已於2011年9月10日以德尔塔-2运载火箭最強力的型號 7920H-10 發射。GRAIL A 在發射後 9 分鐘從火箭分離，之後經過 8 分鐘 GRAIL B 也從火箭分離。兩台探測器分別於2011年12月31日和2012年1月1日進入軌道。

## 任務過程
不像阿波罗计划只花了三天就從地球到達月球，GRAIL 將花費三到四個月時間經由日-地L1 拉格朗日點的低能量转移軌道前往月球以減少所需燃料、保護儀器和確保兩台探測船到達月球時能讓速度下降夠多以使環繞高度到達極低的 50 公里；以及兩台隔24小時到達的探測器距離能保持在 175 到 225公里。飛行計畫中如此嚴格的公差使得誤差修正的空間相當小，造成發射窗口時間只有一秒，且一天只有兩次。
GRAIL 計畫的主持人是麻省理工学院的瑪麗亞·祖柏（Maria Zuber）。該任務團隊中的專家與工程師也包含了前 NASA 太空人萨莉·莱德，她將進行對大眾推廣該任務。喷气推进实验室負責操作該任務。直到2011年8月5日，該任務已花費4.96億美金。

## 命名
該計畫探測器GRAIL A和GRAIL B在發射後，NASA向全美國小學生公開徵求命名，總共有來自美國45個州和波多黎各、華盛頓特區900個班級的小學生參與，最後由蒙大拿州博茲曼市一位小學四年級學生建議的Ebb和Flow獲選。

## 目的
每個探測船都可和地球或另一個探測船之間互相傳送與接收訊息。藉著量測兩個探測船之間的距離變化可得知月球重力場和地質結構。月球重力場將會以前所未有的精確度測繪。

### 主要目的
- 繪製月球外殼和岩石圈構造圖。
- 了解月球的不對稱熱演化。
- 確認月球表面撞擊坑的結構和質量瘤由來
- 確認月球外殼角礫岩和岩漿作用造成的短時間演變
- 確認月球內部深處結構
- 確認月球內核的最大體積

該任務資料接收狀態將持續 90 天，之後將花費 12 個月進行資料分析。分析結果將在收集開始後30天公布。所獲得的知識將可幫助了解类地行星的演化歷史。

## 儀器

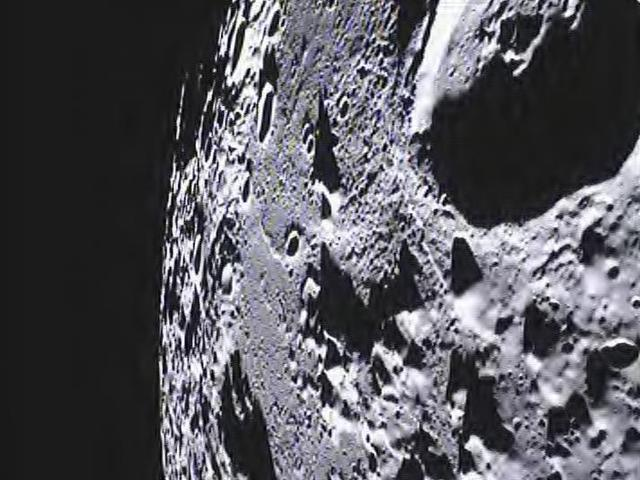
MoonKam拍攝的月球表面。

- Ka波段測距組件 (Ka band ranging assembly, KBR)
- 電波科學指標 (Radio science beacon, RSB)
- 中學生月球知識獲取系統（Moon Knowledge Acquired by Middle school students, MoonKam）[12]。每個 MoonKAM 系統（兩台探測器各一個）包含一個數位視訊控制器和四個照相機鏡頭[13]。

## 發射
以下時間都是EDT (UTC-4).
GRAIL 於 2011-09-10 09:08:52 成功發射，先前有四次因為天氣因素推遲發射。

## 任務狀態
GRAIL 任務的兩台小探測器已於2011年9月10日發射。GRAIL 經由日-地L1 拉格朗日點的低耗能轉換軌道前往月球以減少所需燃料、保護儀器和確保兩台探測船到達月球時能讓速度下降夠多以使環繞高度到達極低的 50 公里；以及兩台隔24小時到達的探測器距離能保持在 175 到 225公里。GRAIL-A于2011年12月31日 入軌，GRAIL-B于2012年1月1日 入軌 。

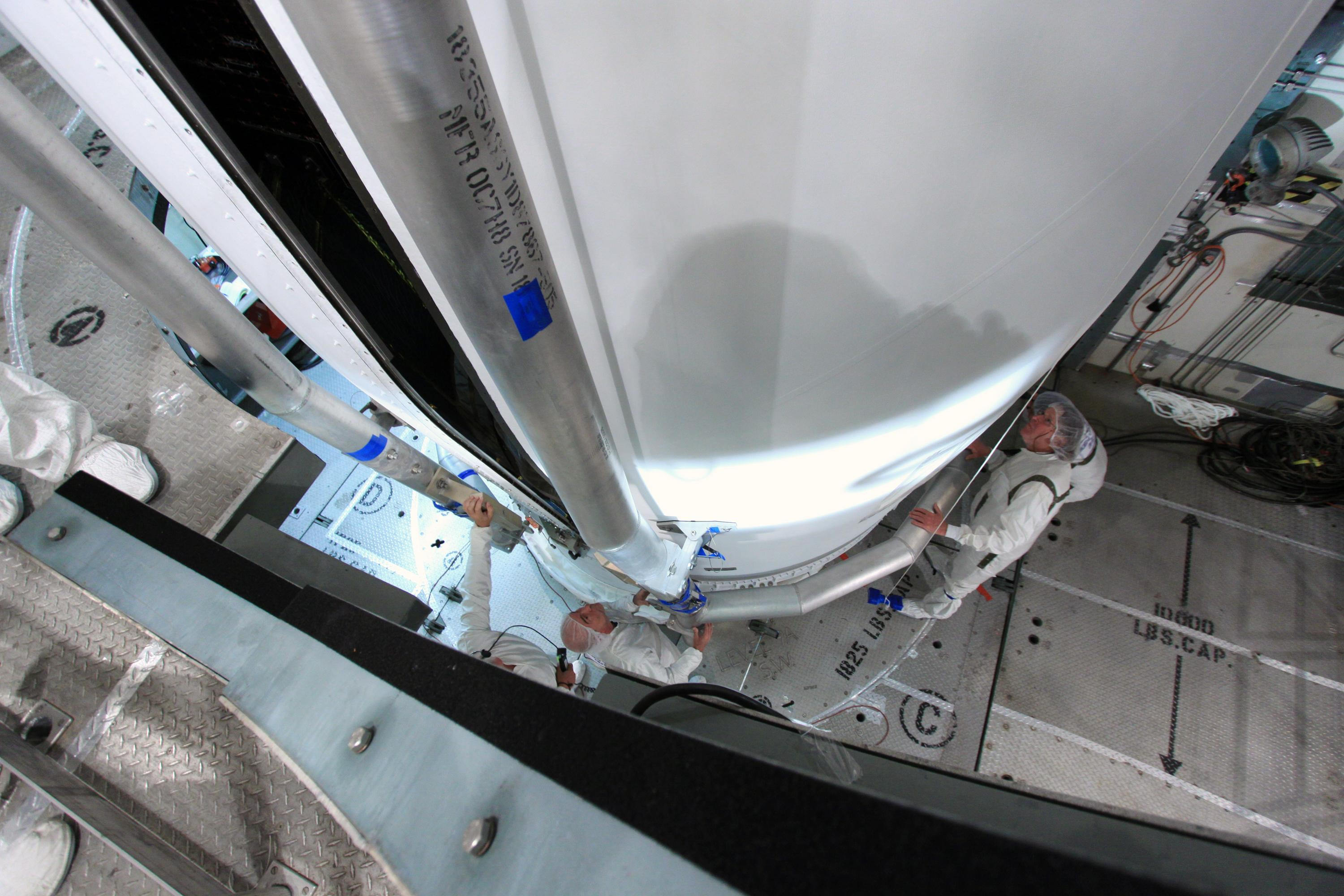
發射前技師關閉 GRAIL 的酬載護罩。
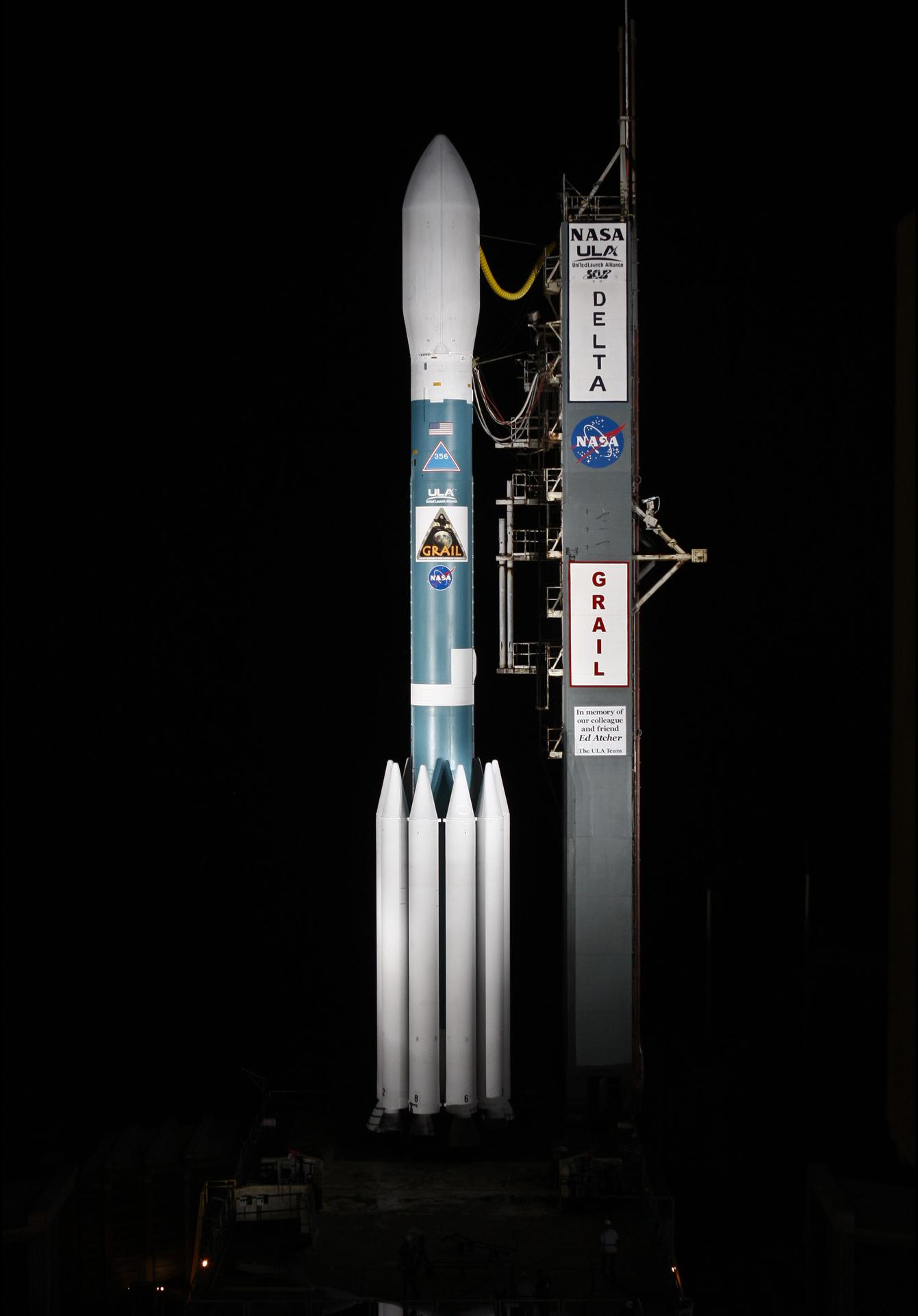
GRAIL 等待發射
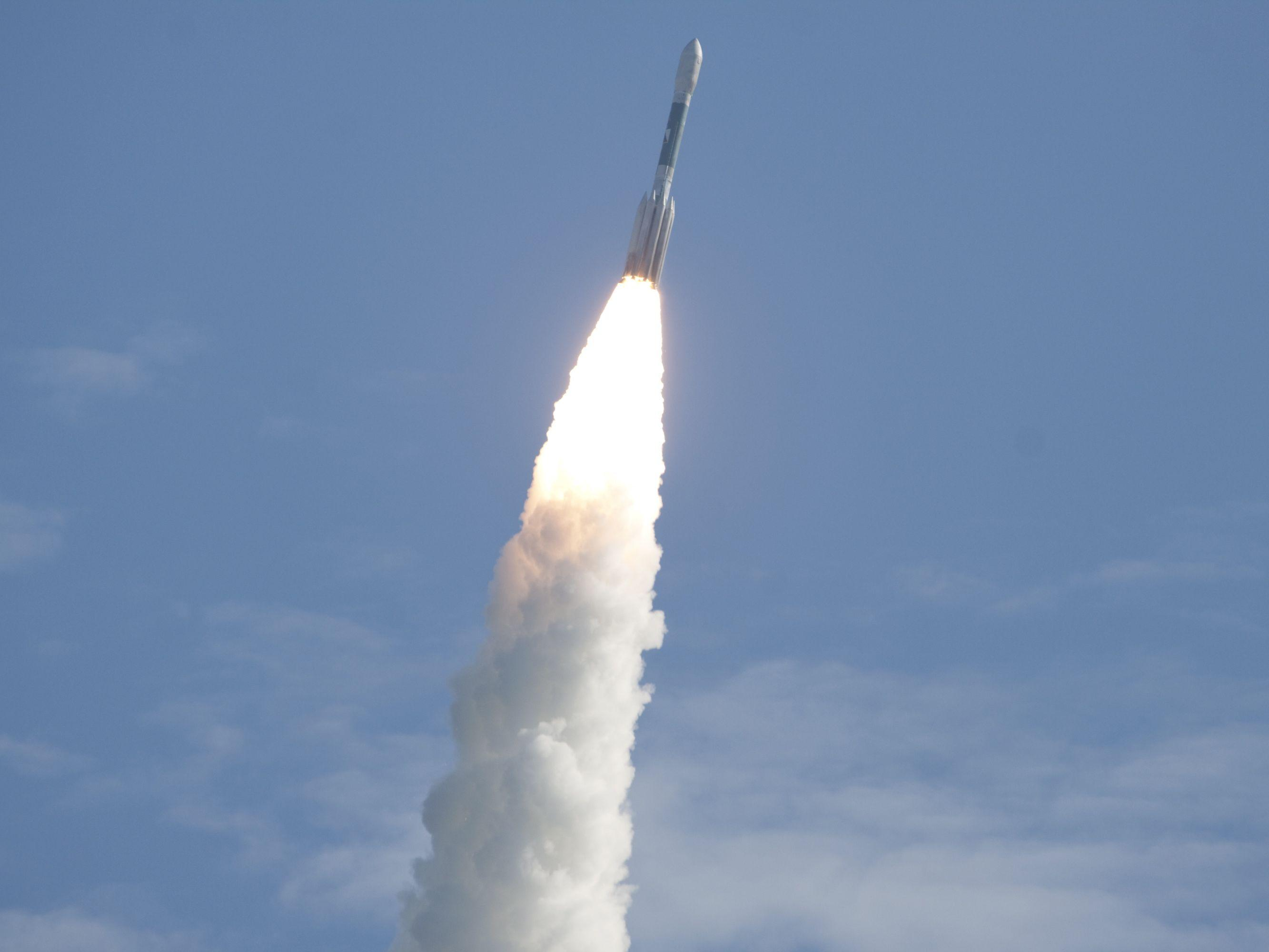
聯合發射同盟的Delta II重型火箭將 GRAIL 送入太空。

### 科學任務
GRAIL 的科學任務將進行 90 天。在科學任務（或延伸任務）結束後，預計將進行 5 天的除役期，之後探測器經過 40 天後會撞擊月球表面。使用的重力場測繪技術相當類似於重力量測及氣候監控衛星（Gravity Recovery and Climate Experiment, GRACE），而衛星本體設計則基於 XSS-11。
兩台探測器的入軌日分別是2011年12月31日（GRAIL-A）和2012年1月1日（GRAIL-B）。
兩台探測器的實際操作時間超過90日，該任務被分成三個長27.3地球日的天底測繪循環，每個循環包含了每天兩個8小時和深空网络通訊以傳輸科學與 "E/PO MoonKam" 資料的時段。

### 任務結束
2012年12月13日，美國國家航空暨太空總署（NASA）表示，聖杯號太空船兩具小型探測器之「1年任務」已完成。署方計劃於美東時間12月17日17時28分促其撞毀於月表。兩台探測器的撞擊點都位於菲洛勞斯環形山和穆谢环形山之間一個撞擊前尚未命名的山，座標75°37′N 26°38′W / 75.62°N 26.63°W。運行位置較前方的 Ebb 探測器首先於22:28:40 pm UTC撞擊，20秒後 Flow 探測器也撞擊月球表面。兩台探測器的時速達到6,050 km/h。在最後數日的運行中進行了一項最後的實驗。在探測器外的主引擎點火以耗盡所有剩餘的燃料，相關的資料將可協助太空任務規劃者以電腦模擬方式計算更合理的燃料消耗相關數據，以提升未來太空探測任務中需要燃料量計算的準確度。NASA 在探測器撞擊後宣布撞擊的山以參與任務的科學家，第一位美國女太空人萨莉·莱德命名。

## 外部連結
- MIT GRAIL Home Page （页面存档备份，存于）
- NASA 360 New Worlds New Discoveries 2/2 （页面存档备份，存于） Retrieved 6/3/2011.